# Willi Ulfig
Willi Ulfig (født 26. november 1910 i Breslau; død 5. februar 1983 i Regensburg) var en tysk maler og grafiker.
Ulfig blev uddannet maler, senere studerede han ved den lokale kunsthåndværkerskole (Kunstgewerbeschule) og derefter ved kunstakademiet i hjembyen Breslau.
Nationalsocialisternes magtovertagelse i 1933 gjorde det svært at virke for moderne kunstnere, og Ulfig havde vanskeligt ved at få fodfæste.
1941 blev han indkaldt til militærtjeneste og udstationeret i Frankrig. Efter et kortvarigt fangenskab i 1945 slog han
sig ned i Regensburg. Som et resultat af krigen var meget af hans tidlige arbejde gået tabt, og han begyndte en ny karriere i Regensburg − i begyndelsen koncentreret om produktion af biografplakater, kommerciel grafik og portrætter. Hans rækkevidde blev gradvist udvidet, og i 1950'erne havde han nogen fremgang med offentlige opgaver som væg- og glasmalerier.
| - Værker af Willi Ulfig − efter år - Gult hus, 1948 Gelbes Haus (1948) - Badende, 1950 Badende (1950) - Ved stranden, 1952 Am Strand (1952) - Nøgenstudier, 1958 Aktstudien (1958) - Sommerblomster, 1960 Sonnenblumen (1960) - Model på rød baggrund, 1965 Akt vor Rot (1965) - Klippelandskab ved havet, 1969 Felsenlandschaft am Meer (1969) - Martsdag, 1970 Märztag (1970) - Vinternat, 1972 Winternacht (1972) - I sneen, ca. 1975 Im Schnee (um 1975) - Stor skov, 1979 Großer Wald (1979) |